# Avenida Alejandro Tirado
La avenida Alejandro Tirado es una avenida del distrito de Lima, en la ciudad homónima, capital del Perú. Se extiende de oeste a este, a lo largo de siete cuadras. Su trazo es continuado al oeste por la avenida Cuba.

## Recorrido
Se inicia en la avenida Arenales y se extiende hacia el este formando parte del trazado urbano de la urbanización Santa Beatriz.
Se encuentran muchos chalets y casonas antiguas, además del Teatro Pirandello, uno de los más conocidos de Lima.